# 日本シリーズ初の退場事件
日本シリーズ初の退場事件（にっぽんシリーズはつのたいじょうじけん）は、1969年の日本シリーズ第4戦（読売ジャイアンツ - 阪急ブレーブス、10月30日後楽園球場）で起こったクロスプレイの判定をめぐるトラブル及び関連する経緯をいう。
高い水準の技術がぶつかりあった場面であり、この試合を含めたシリーズ全体の行方に大きな影響を及ぼした。さらに日本シリーズでは史上初で、現在でも危険球退場を除けば唯一である退場処分が下され、後述するビデオの技術的問題、ビデオ判定導入の是非等、日本では野球ファンに限らず大きな注目を集め、アニメ『巨人の星』第148話「グランドの孤独者」の中で描かれるなど、永く語り継がれている。
なお、日本野球機構においては、本塁でのクロスプレイそのものについてはコリジョンルールが2016年から、判定への不服についてはリクエスト制度が2018年から導入され、関係する状況等は大きく変化している。
阪急ブレーブスの日本シリーズでのエピソードとしては、他にも1978年の日本シリーズ第7戦における当時監督であった上田利治による1時間を超える猛抗議と同様に有名となっている。

## プレー
4回裏、3対0と3点をリードされた巨人は、無死一・三塁という好機を迎えた。
| S●● B●●● O○○ | 2ストライク-3ボール 0アウト |

| \| ◆ \| \| \| ◆ \| ◆ \| \| ▼ \| \| | 二塁:         | 二塁:       |
| \| ◆ \| \| \| ◆ \| ◆ \| \| ▼ \| \| | 三塁:土井正三 | 一塁:王貞治 |
| ◆                                  |               |             |
| ◆                                  | ◆             |             |
| ▼                                  |               |             |

| ◆ |   |
| ◆ | ◆ |
| ▼ |   |

ここで巨人は、一塁走者王貞治が二塁に向けてスタートをきり、阪急の捕手岡村浩二が二塁に送球したのに対して、三塁走者土井正三が本塁突入を図るという、いわゆる重盗（ディレードダブルスチール）を試みた。このとき、打者長嶋茂雄は三振に倒れ、送球は、二塁手山口富士雄が手前でカットして本塁に返球した。この返球は、本塁上に腰を落とすようにしてブロックしている岡村のミットにショートバウンドで納まった。
この返球を捕らんとしている岡村のミットの下の本塁ベースに突入した土井は、岡村に跳ね飛ばされたように見えた。しかし実際には土井の左足が岡村のブロックの隙間から本塁を踏んでおり（土井によれば、その後に自分から足を抜いたという）、球審の岡田功は、これをセーフと判定した。

## 退場処分
完璧に土井をブロックしていたと確信していた岡村は激高し、球審岡田をミットで殴打して、日本シリーズ初の退場処分を受けた。岡村はこの年パシフィック・リーグのベストナイン（捕手）に選ばれているが、この試合後も「自分のとりえはブロックしかない」と述べ、自らのブロックへの自信を述べている。

## 試合への影響
岡村が退場となった時点での状況は次のとおりであった。
| S○○ B○○○ O●○ | 0ストライク-0ボール 1アウト |

| \| ◆ \| \| \| ◆ \| ◆ \| \| ▼ \| \| | 二塁:王 | 二塁:王 |
| \| ◆ \| \| \| ◆ \| ◆ \| \| ▼ \| \| | 三塁:   | 一塁:   |
| ◆                                  |         |         |
| ◆                                  | ◆       |         |
| ▼                                  |         |         |

| ◆ |   |
| ◆ | ◆ |
| ▼ |   |

岡村退場の後には中沢伸二が捕手のポジションに入った。阪急側は、岡村の退場処分によって正捕手を欠くこととなり、2点リードしていたにもかかわらず、明らかに平静を失った。二死後、遊撃手阪本敏三が失策したが、この直後、阪急側は動揺を示している投手宮本幸信のところに誰も行こうとしないという状態であった。この失策を足掛かりに、巨人はこの回に計6点を挙げて逆転した。
中沢に代打で交代した後に入った岡田幸喜は、8回にサイン違いを装って投手からの投球をわざと捕球せず、球審の岡田を投球の的にするという報復に出た。その報復行為に対して、球審の岡田は、ボールを直接投手に送球して渡さずに三塁に転がした。
試合は、最終的に巨人が9-4で勝利した。

## スコア
|      | 1 | 2 | 3 | 4 | 5 | 6 | 7 | 8 | 9 | R | H  | E |
| ---- | - | - | - | - | - | - | - | - | - | - | -- | - |
| 阪急 | 0 | 1 | 1 | 1 | 0 | 1 | 0 | 0 | 0 | 4 | 9  | 1 |
| 巨人 | 0 | 0 | 0 | 6 | 0 | 2 | 1 | 0 | X | 9 | 10 | 0 |

1. 急：宮本幸、大石、戸田 - 岡村浩、中沢、岡田
2. 巨：高橋一、渡辺秀、城之内、金田、堀内 - 森
3. 勝利：堀内（2勝）
4. 敗戦：宮本幸（1敗）
5. 本塁打
急：長池1号（2回1点）、石井晶2号（4回1点）
巨：王1号（7回1点）
6. 審判
［球審］岡田功
［塁審］田川・富沢・久喜
［外審］道仏・筒井
7. 試合時間：3時間11分

## ビデオの限界
テレビ放送等のビデオを見る限りでは、土井の足は本塁に届いていなかった（これは各種報道・関係者談話等は一致している）。そのため、岡田は三塁送球に対する厳重注意処分を受けた後に記者に囲まれ、「どうみてもアウトではないのか?」「モニターでは土井の足はホームに達していないぞ!」と詰め寄られた（岡田は後に「確かにモニターを見る限り、土井の足はホームに達していなかった」と述懐している）。帰宅後、ミスジャッジをしてしまったかもしれないと考え、辞表を提出しようと考えていた。
そこへ、報知新聞記者近藤唯之から電話が入り、写真でジャッジの正当性が証明された旨知らされた。そして、翌10月31日朝の各新聞には、土井の左足が岡村の両足の間をかいくぐり本塁を踏んでいる瞬間の写真が掲載されていた。岡田は、翌朝の駅売店の開店と同時に各新聞全てを購入したという。
審判員が確認したにもかかわらず、ビデオのコマに土井が本塁を踏んだ瞬間が残らなかったということが起こったという問題が、ビデオ判定の是非とあわせてクローズアップされた。

## 試合後の処分

### 岡村
コミッショナー委員長の宮澤俊義は、試合終了後ただちに緊急役員会を開いて協議し、岡村の第5戦の出場を認めることとした。「（判定は）審判員の判断に任せるべきもので、あの判定はあれでよいと思う。微妙な判定で、ファンに疑問をおこさせるような場面に写真判定を採用せよという声もあるようだが、現在のところそういう考えは持っていない」と述べた。
シリーズ終了後の11月4日、コミッショナー委員会は岡村に厳重戒告と制裁金40000円の処分を下した 。

### 岡田
岡田は、試合終了後にこの試合を観戦していたコミッショナー委員や両リーグ会長、および両球団の代表らがいた貴賓席に呼び出され、ボールを三塁側に転がした行為に対して厳重注意処分を受けた。

## コメント
岡村は自身の武器としてブロックを挙げているが、写真を見て「左足が届いていたとは知らなかった。それなら、俺が下手やったんやね」とコメントしている。
球審の岡田は、後に「（審判の試合出場日本記録を更新した）私があるのはこの試合によるところが大きい」と述べている。
巨人監督の川上哲治は、試合終了直後は「土井から岡村浩のまたの間からホームベースを踏んだと聞いている」という言い方で述べている。
また川上は、シリーズ終了後の11月3日付読売新聞掲載の手記で「（第4戦のトラブルでの岡村の）行為はわからないではない。しかし、あとで阪急がとった行為を私は責めたい。捕手が故意にボールを後逸して審判に当てつけるあの行為を見て、私は阪急にチャンピオン・フラッグを渡すことはできないと気負った」と報復行為を批判している。
阪急監督の西本幸雄は、「巨人の選手が見逃せばすべてがボール、巨人の選手がホームに近づけばすべてがセーフになるのか。あれがセ・リーグを代表する審判といえるか」（10月31日付各紙）、「タッチしたかどうかが問題なのに、いつの間にやら足がベースに届いたかどうかの話にすり替わった」、「写真がどうした? アウトはアウトだ」などと批判をしている。
また西本は、対巨人の日本シリーズでは、この事件が1971年の日本シリーズ第3戦で山田久志が王に逆転サヨナラ本塁打を打たれたこととともに、忘れられないと私の履歴書でも振り返っている。
浜田昭八（元デイリースポーツ記者、元日本経済新聞運動部記者・編集委員）は、日本経済新聞1997年7月16日付夕刊掲載の「監督たちの戦い」というコラムで、西本のチームコントロールを批判するとともに、この試合と第3戦の逆転サヨナラ本塁打を、西本の「痛恨の2敗」と呼んでいる。